# ستيف بلاكمور
ستيف بلاكمور (بالإنجليزية: Steve Blackmore)‏ هو لاعب اتحاد الرغبي بريطاني، ولد في 3 مارس 1962 في كارديف في المملكة المتحدة.